# Rhus divaricata
Rhus divaricata là một loài thực vật có hoa trong họ Đào lộn hột. Loài này được Eckl. & Zeyh. miêu tả khoa học đầu tiên năm 1895.